# 잔카를로 데 시스티
잔카를로 데 시스티(이탈리아어: Giancarlo De Sisti, 1943년 3월 13일, 라치오 주 로마 ~)는 이탈리아의 전직 축구 선수이자 감독이다.

## 클럽 경력
현역 시절 딱따구리(Picchio)라는 별칭으로 잘 알려진 데 시스티는 고향 로마에서 두 차례(1960-65, 1974-79) 활약했고, 그 중간에 피오렌티나(1965-74)에서 뛰며 몇 차례 국내 및 국제 무대 우승을 기록했다. 그는 1961년 2월 12일, 1-2로 패한 우디네세와의 원정 경기에서 세리에 A 신고식을 로마 선수로서 치렀는데, 초창기에 구단의 거성이자 조언가였던 후안 알베르토 스키아피노와 함께했다. 그는 피오렌티나에서 전성기를 보냈는데, 1968-69 시즌에 리그 우승을 거두었는데, 이는 구단 통산 2번째 리그 우승이었고, 1974년부터 로마에서 말년을 보냈다. 그는 두 구단 소속으로 모두 코파 이탈리아를 우승했는데, 첫 우승은 1964년에, 그 다음 우승은 1966년에 거두었다.

## 국가대표팀 경력

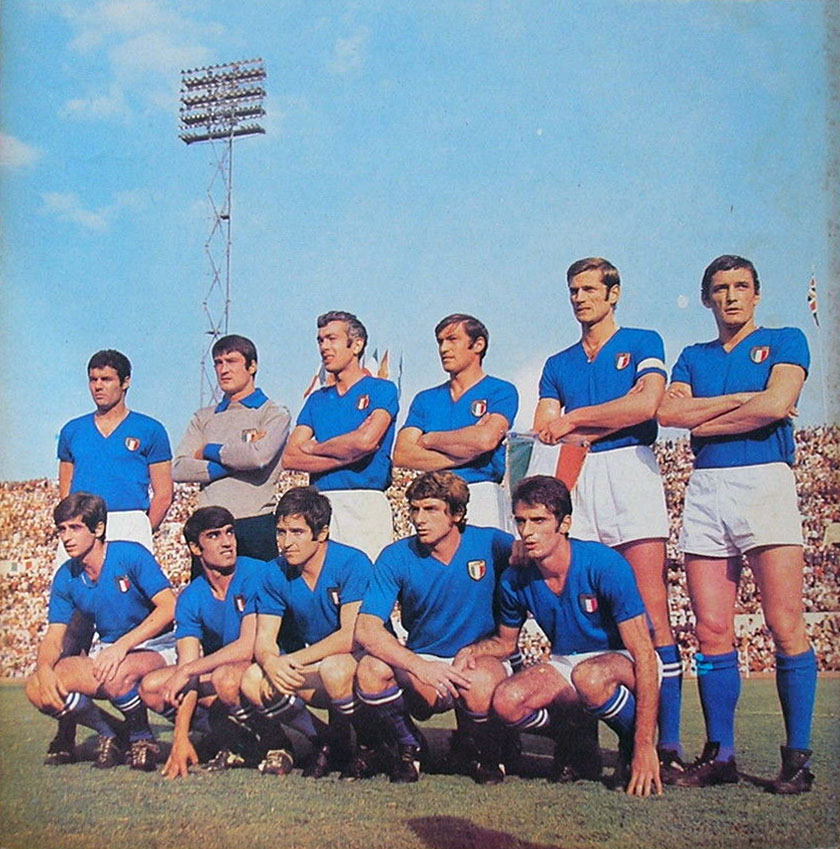
1969년, 이탈리아 국가대표팀의 데 시스티(앞줄, 가운데)

데 시스티는 1967년과 1972년 사이 국가대항전에서 이탈리아를 대표로 29경기에 출전해 4골을 기록했고, 1967년 11월 1일, 5-0으로 이긴 키프로스와의 유로 1968 예선전 안방 경기에서 신고식을 치렀다. 그는 이후 안방에서 열린 유로 1968에 참가했고, 25세의 나이로 로마에서 열린 유고슬라비아와의 결승전 재경기에 출전해 2-0 승리를 도우며 대회 첫 우승에 일조했다. 그는 멕시코에서 열린 1970년 월드컵에서 준우승을 할 당시에도 이탈리아 선수단 일원이었다.

## 감독 경력
은퇴 후, 데 시스티는 감독으로 전향해 1980년에 감독 면허를 취득해 그 해 말 전 소속 구단 피오렌티나의 지휘봉을 잡아 1981-82 시즌에 유벤투스와의 리그 우승 경쟁 끝에 간발의 차이로 준우승에 머물렀다. 그는 1985년에 뇌농양 진단으로 지휘봉을 본의아니게 내려놓게 되었다. 그 해 말, 그는 우디네세 감독으로 현장에 복귀해 2년을 역임했고, 이탈리아 축구 연맹에서 청소년 대표팀(Juniores, 1988-90)과 군 대표팀(1990-91) 감독을 역임해 1991년에 이탈리아 군 대표팀을 이끌고 군 세계 선수권을 제패했다. 그는 아스콜리 감독으로 취임하며 리그 무대로 복귀했지만 얼마 지나지 않아 1992년 1월에 해임되었다.
2003년 3월, 10년 넘게 활동하지 않던 데 시스티는 라치오의 유소년부 감독으로 현장에 복귀했다. 그러나, 그는 로베르토 만치니가 신임 백청 군단(biancazzurri) 감독으로 취임하면서 몇 달 만에 사표를 냈다.

## 경기 방식
창의적이고 기술적인 두각을 나타내는 후방 플레이메이커 미드필더로, 이탈리아와 로마에서 손꼽히는 최고의 플레이메이커로 평가되며, 데 시스티는 단순하면서도 효율적인 경기 전개로 회자된다. 이로 인해 그는 공간을 꾸준히 찾아다니며, 수 많은 짧고 정확한 공넘김으로, 공을 오래 잡지 않고, 소유권을 회수하며, 실패 확률을 줄이고, 경기 속도를 조절했다. 그는 압박이 올 순간에 평정심으로 대응해 꾸준했고, 공을 잘못 넘기거나 뺏기는 일이 거의 없었다. 그는 넓은 시야로 길게 공을 넘겨 득점 기회를 창출하고 정확하게 발등으로 공을 배급해 쇄도하는 동료들의 득점을 유도했다.

## 축구 외 활동
1968년 7월 3일, 데 시스티는 밀라노에 자코모 불가렐리, 산드로 마촐라, 에르네스토 카스타노, 잔니 리베라, 그리고 자코모 로시, 그리고 갓 은퇴하여 변호사가 된 세르조 캄파나와 함께 이탈리아 축구선수 협회(AIC)를 설립했고, 캄파나가 단체장으로 선임되었다.
데 시스티는 이후 텔레비전과 라디오에서 축구 평론가로 활동했다.

## 경력 통계

### 클럽
| 시즌            | 구단            | 리그            | 리그 | 리그 | 컵            | 컵   | 컵 | 대륙                | 대륙 | 대륙 | 기타                   | 기타 | 기타 | 합계 | 합계 |
| 시즌            | 구단            | 대회            | 출장 | 골   | 대회          | 출장 | 골 | 대회                | 출장 | 골   | 대회                   | 출장 | 골   | 출장 | 골   |
| --------------- | --------------- | --------------- | ---- | ---- | ------------- | ---- | -- | ------------------- | ---- | ---- | ---------------------- | ---- | ---- | ---- | ---- |
| 1960–61         | 로마            | 세리에 A        | 2    | 0    | 코파 이탈리아 | 1    | 1  | 인터시티스 페어스컵 | 1    | 0    | -                      | -    | -    | 4    | 1    |
| 1961–62         | 로마            | 세리에 A        | 11   | 1    | 코파 이탈리아 | 1    | 0  | 인터시티스 페어스컵 | 1    | 0    | -                      | -    | -    | 13   | 1    |
| 1962–63         | 로마            | 세리에 A        | 18   | 2    | 코파 이탈리아 | 0    | 0  | 인터시티스 페어스컵 | 5    | 1    | -                      | -    | -    | 23   | 3    |
| 1963–64         | 로마            | 세리에 A        | 28   | 7    | 코파 이탈리아 | 4    | 0  | 인터시티스 페어스컵 | 4    | 2    | 코파 델레 알피         | 1    | 0    | 37   | 9    |
| 1964–65         | 로마            | 세리에 A        | 28   | 3    | 코파 이탈리아 | 1    | 1  | 인터시티스 페어스컵 | 5    | 1    | -                      | -    | -    | 34   | 5    |
| 1965–66         | 피오렌티나      | 세리에 A        | 34   | 5    | 코파 이탈리아 | 6    | 0  | 인터시티스 페어스컵 | 3    | 1    | 코파 미트로파          | 2    | 0    | 45   | 6    |
| 1966–67         | 피오렌티나      | 세리에 A        | 30   | 6    | 코파 이탈리아 | 1    | 0  | 유러피언 컵위너스컵 | 2    | 1    | 코파 미트로파          | 4    | 0    | 37   | 7    |
| 1967–68         | 피오렌티나      | 세리에 A        | 30   | 6    | 코파 이탈리아 | 2    | 0  | 인터시티스 페어스컵 | 4    | 1    | -                      | -    | -    | 36   | 7    |
| 1968–69         | 피오렌티나      | 세리에 A        | 30   | 2    | 코파 이탈리아 | 3    | 0  | 인터시티스 페어스컵 | 6    | 0    | -                      | -    | -    | 39   | 2    |
| 1969–70         | 피오렌티나      | 세리에 A        | 27   | 2    | 코파 이탈리아 | 6    | 1  | 유러피언컵          | 6    | 0    | -                      | -    | -    | 39   | 3    |
| 1970–71         | 피오렌티나      | 세리에 A        | 29   | 3    | 코파 이탈리아 | 11   | 3  | 인터시티스 페어스컵 | 4    | 0    | -                      | -    | -    | 44   | 6    |
| 1971–72         | 피오렌티나      | 세리에 A        | 29   | 1    | 코파 이탈리아 | 10   | 2  | -                   | -    | -    | CM                     | 6    | 0    | 45   | 3    |
| 1972–73         | 피오렌티나      | 세리에 A        | 27   | 1    | 코파 이탈리아 | 4    | 2  | UEFA컵              | 1    | 0    | 코파 안글로-이탈리아나 | 7    | 1    | 39   | 4    |
| 1973–74         | 피오렌티나      | 세리에 A        | 19   | 2    | 코파 이탈리아 | 3    | 1  | UEFA컵              | 2    | 0    | -                      | -    | -    | 24   | 3    |
| 피오렌티나 합계 | 피오렌티나 합계 | 피오렌티나 합계 | 256  | 28   |               | 46   | 9  |                     | 22   | 3    |                        | 19   | 1    | 348  | 41   |
| 1974–75         | 로마            | 세리에 A        | 29   | 5    | 코파 이탈리아 | 10   | 0  | -                   | -    | -    | -                      | -    | -    | 39   | 5    |
| 1975–76         | 로마            | 세리에 A        | 28   | 2    | 코파 이탈리아 | 4    | 0  | UEFA컵              | 6    | 0    | -                      | -    | -    | 38   | 2    |
| 1976–77         | 로마            | 세리에 A        | 28   | 2    | 코파 이탈리아 | 4    | 1  | -                   | -    | -    | -                      | -    | -    | 32   | 3    |
| 1977–78         | 로마            | 세리에 A        | 25   | 0    | 코파 이탈리아 | 4    | 0  | -                   | -    | -    | -                      | -    | -    | 29   | 0    |
| 1978–79         | 로마            | 세리에 A        | 25   | 0    | 코파 이탈리아 | 4    | 0  | -                   | -    | -    | -                      | -    | -    | 29   | 0    |
| 로마 합계       | 로마 합계       | 로마 합계       | 222  | 22   |               | 33   | 3  |                     | 22   | 4    |                        | 1    | 0    | 278  | 29   |
| 경력 합계       | 경력 합계       | 경력 합계       | 478  | 50   |               | 79   | 12 |                     | 44   | 7    |                        | 20   | 1    | 626  | 70   |

## 수상

### 클럽
로마
- 인터시티스 페어스컵: 1960–61
- 코파 이탈리아: 1963–64

피오렌티나
- 세리에 A: 1968–69
- 코파 이탈리아: 1965–66
- 미트로파컵: 1966

### 국가대표팀
이탈리아
- 유럽 선수권 대회: 1968
- 월드컵 준우승: 1970

- 피오렌티나 명예의 전당: 2013[9]
- 로마 명예의 전당: 2016[10]